# Regio VII degli scavi archeologici di Pompei
Nella lista seguono i monumenti presenti nella Regio VII degli scavi archeologici di Pompei.

## Insula 1
| Pos. | Foto | Nome                            | Descrizione | Note |
| ---- | ---- | ------------------------------- | --- | ---- |
| 1    | -    | Bottega                         | - |      |
| 2    |      | Bottega di Proculus             | - |      |
| 3    |      | Bottega                         | - |      |
| 4    |      | Bottega                         | - |      |
| 5    |      | Bottega                         | - |      |
| 6    |      | Bottega                         | - |      |
| 7    |      | Bottega di M. Ampullius Cosmus  | - |      |
| 8    |      | Terme Stabiane                  | - |      |
| 9    |      | Bottega di Sestius Proculus     | - |      |
| 10   |      | Bottega                         | - |      |
| 11   |      | Bottega di Sabinus              | - |      |
| 12   |      | Bottega                         | - |      |
| 13   | -    | Bottega                         | - |      |
| 14   | -    | Ingresso secondario (VII.1.8.)  | - |      |
| 15   | -    | Ingresso secondario (VII.1.8.)  | - |      |
| 16   |      | Bottega                         | - |      |
| 17   |      | Ingresso secondario (VII.1.8.)  | - |      |
| 18   | -    | Identificazione incerta         | - |      |
| 19   |      | Bottega                         | - |      |
| 20   | -    | Bottega                         | - |      |
| 21   |      | Bottega                         | - |      |
| 22   |      | Casa senza nome                 | - |      |
| 23   |      | Latrine pubbliche               | - |      |
| 24   |      | Bottega                         | - |      |
| 25   |      | Ingresso secondario (VII.1.47.) | - |      |
| 26   |      | Bottega di Ceratus              | - |      |
| 27   |      | Casa con bottega                | - |      |
| 28   |      | Bottega                         | - |      |
| 29   | -    | Ingresso per piano superiore    | - |      |
| 30   |      | Scuderia                        | - |      |
| 31   |      | Bottega                         | - |      |
| 32   |      | Caupona di Clodius Nymphodotus  | - |      |
| 33   | -    | Ingresso per piano superiore    | - |      |
| 34   | -    | Bottega                         | - |      |
| 35   | -    | Bottega                         | - |      |
| 36   | -    | Panificio di Modestus           | - |      |
| 37   | -    | Bottega                         | - |      |
| 38   | -    | Ingresso per piano superiore    | - |      |
| 39   | -    | Bar                             | - |      |
| 40   | -    | Casa di M. Caesi Blandi         | Chiamata anche Casa di Marte e Venere è stata scavata nel 1848 e nel 1862: l'atrio presenta un impluvio in tufo e quasi tutta la pavimentazione a mosaico, che nei pressi dell'ingresso assume il disegno di delfini, segue quindi il tablino ed il peristilio, con il colonnato quasi del tutto intatto; in tre ambienti si conservano sia resti di pitture che di pavimento a mosaico. |      |
| 41   | -    | Taberna di M. Noni Campani      | - |      |
| 42   | -    | Taberna sutrina                 | - |      |
| 43   | -    | Ingresso secondario (VII.1.40)  | - |      |
| 44   | -    | Hospitium Sittii                | - |      |
| 45   | -    | Ingresso secondario (VII.1.44.) | - |      |
| 46   | -    | Ingresso secondario (VII.1.47.) | - |      |
| 47   | -    | Casa di Sirico                  | Apparteneva a due fratelli o due soci in affari, Sirico e Nummiano, ed è costituita dall'unione di due abitazioni. Presenta un atrio tuscanico, un oecus con affreschi, come Oreste e Pilade e Marte e Venere, e nell'atrio d'ingresso reca un'epigrafe che inneggia al guadagno. |      |
| 48   | -    | Ingresso secondario (VII.1.8.)  | - |      |
| 49   | -    | Bottega                         | - |      |
| 50   | -    | Ingresso secondario (VII.1.8.)  | - |      |
| 51   | -    | Ingresso secondario (VII.1.8.)  | - |      |
| 52   | -    | Bottega                         | - |      |
| 53   | -    | Bottega                         | - |      |
| 54   | -    | Bottega                         | - |      |
| 55   | -    | Bottega                         | - |      |
| 56   | -    | Bottega                         | - |      |
| 57   | -    | Bottega                         | - |      |
| 58   | -    | Ingresso secondario (VII.1.8.)  | - |      |
| 59   | -    | Ingresso per piano superiore    | - |      |
| 60   | -    | Bottega                         | - |      |
| 61   | -    | Bottega                         | - |      |
| 62   | -    | Ingresso secondario (VII.1.1.)  | - |      |

## Insula 2
| Pos. | Foto | Nome                               | Descrizione | Note |
| ---- | ---- | ---------------------------------- | --- | ---- |
| 1    | -    | Bottega                            | - |      |
| 2    | -    | Bottega                            | - |      |
| 3    | -    | Casa di T. Terentius Proculus      | È stata esplorata a più riprese tra il 1843 ed il 1868: superato l'ampio vestibolo d'ingresso, si accede direttamente al peristilio dove al centro doveva sorgere una vasca; la casa era inoltre dotata di un'area dedicata a panificio, con forno e macine e la principale decorazione era rappresentata da un larario con affrescata una vestale seduta nell'atto di versare libagioni, con un asino alle sue spalle e un Genio.                                    |      |
| 4    |      | Bottega                            | - |      |
| 5    |      | Bottega                            | - |      |
| 6    | -    | Casa di T. Terentius Neo           | È stata esplorata tra il 1843 ed il 1868 ed è una casa di modeste dimensioni, ad impianto irregolare, con atrio con impluvium in marmo ed otto stanze, in alcune delle quali resistono decorazioni parietali, soprattutto nella zoccolatura: sulla parete nord dell'esedra fu ritrovato uno degli affreschi più famosi dell'antica Pompei, ossia quello di Terentius Neo con sua moglie.                                                                              |      |
| 7    |      | Bottega                            | - |      |
| 8    |      | Ingresso per piano superiore       | - |      |
| 9    |      | Bottega                            | - |      |
| 10   |      | Bottega                            | - |      |
| 11   |      | Officina tintoria di Ubonius       | - |      |
| 12   |      | Bottega                            | - |      |
| 13   |      | Bottega                            | - |      |
| 14   |      | Casa di Optatio                    | È così chiamata per il ritrovamento di un graffito che riportava tale nome: l'atrio conserva l'impluvium, mentre nel tablino sono visibili resti dell'antica pavimentazione a mosaico; nel resto della casa, in diversi ambienti, resti di intonaco a fondo nero, mentre in una stanza lungo il giardino era dipinto un larario, ormai sbiadito, con un serpente alla base e due divinità su di esso.                                                                 |      |
| 15   |      | Popina e caupona di Optatio        | - |      |
| 16   | -    | Casa di Gavio Rufo                 | Chiamata anche Casa di Teseo o Casa dei Sette Scheletri è stata scavata nel 1867 ed all'interno di essa furono ritrovati sette corpi, di cui, solo di uno, fu possibile effettuare il calco: dall'impianto irregolare, è costituita da un atrio con impluvio e giardino con resti del colonnato ed al centro una piccola piscina; resistono mosaici pavimentali e affreschi in secondo e quarto stile, in particolar modo, ben conservati, quelli dell'esedra.        |      |
| 17   | -    | Bottega                            | - |      |
| 18   | -    | Casa di C. Vibi                    | Ha il classico schema della casa romana: nell'atrio sono presenti i resti di un tavolo in marmo con i piedi decorati ed intorno si aprono cubicoli, dove in uno fu ritrovata la raffigurazione di un paesaggio sacro; prosegue quindi con il giardino e i resti del peristilio con il porticato, dove al centro doveva trovarsi una piscina, mentre nel triclinio furono rinvenuti tre divani da pranzo, in legno e bronzo con intarsi in argento e rame.             |      |
| 19   | -    | Ingresso per piano superiore       | - |      |
| 20   | -    | Casa di N. Popidius Priscus        | Chiamata anche Casa dei Marmi è stata esplorata tra il 1833 ed il 1864 e tra i principali reperti ritrovati, la statua di un Sileno: l'atrio ha un impluvio in tufo ed intorno diversi cubicoli con resti di decorazioni parietali in nero o in rosso, mentre nel giardino, oltre a basi di colonne, è stata ritrovata una scala che conduceva alle cantine, al cui interno è un larario, ancora affrescato, sul cui altare sono state ritrovate resti delle offerte. |      |
| 21   | -    | Ingresso per piano superiore       | - |      |
| 22   | -    | Panificio di Popidius Priscus      | - |      |
| 23   | -    | Casa dell'Amore Punito             | Chiamata anche Casa di Vettius è così chiamata per il ritrovamento di un affresco che mostra Venere condurre Eros a una punizione per aver sbagliato mira durante il lancio di una freccia: la casa ha un impianto regolare, con atrio e tablino, nel quale fu ritrovato l'affresco principale, insieme ad un altro raffigurante Marte e Venere. |      |
| 24   | -    | Ingresso secondario (VII.2.25.)    | - |      |
| 25   | -    | Casa delle Quadrighe               | Chiamata anche Casa della Caccia Nuova presenta un lungo corridoio d'ingresso su cui si apre la cucina che conserva i resti di un larario dalle pitture ormai sbiadite, mentre quelle del triclinio sono state asportate per essere conservate al museo archeologico di Napoli, tra cui l'affresco L'officina di Efesto; conserva invece le sue pittore il viridario, con scene da giardino, con piante, fiori, fontane e animali di grossa dimensione.               |      |
| 26   | -    | Bottega                            | - |      |
| 27   | -    | Bottega                            | - |      |
| 28   | -    | Cella meretricia                   | - |      |
| 29   | -    | Ingresso per piano superiore       | - |      |
| 30   | -    | Bottega                            | - |      |
| 31   | -    | Ingresso per piano superiore       | - |      |
| 32   | -    | Caupona di Philippus               | - |      |
| 33   | -    | Ingresso secondario (VII.2.32.)    | - |      |
| 34   | -    | Bottega                            | - |      |
| 35   | -    | Casa di Mercurio                   | È stata scavata nel 1844, 1848 e 1862: di poco più di duecento metri quadrati, superato l'ingresso ci si immette nell'atrio con impluvium, dove rimane anche una colonna e intorno si aprono gli otto ambienti che costituiscono l'abitazione; resti di decorazioni parietale in rosso e in nero si riscontrano sui muri, oltre ai resti di una scala che conduceva al piano superiore e ad un'altra che portava alla cantina.                                        |      |
| 36   | -    | Bottega                            | - |      |
| 37   | -    | Bottega                            | - |      |
| 38   | -    | Casa di Popidi Prisci              | Misura poco più di cento metri quadrati ed è composta da sei stanze: in alcune di esse, in particolar modo nel tablino e nell'atrio si sono conservati pannelli decorativi in giallo ed in rosso; la casa era anche dotata di un secondo piano. |      |
| 39   | -    | Bottega                            | - |      |
| 40   | -    | Bottega                            | - |      |
| 41   | -    | Bottega                            | - |      |
| 42   | -    | Bottega                            | - |      |
| 43   | -    | Bottega di Magonius                | - |      |
| 44   | -    | Taberna Hedones                    | - |      |
| 45   |      | Casa dell'Orso Ferito              | Deve il suo nome ad un mosaico posto all'ingresso dell'abitazione, che rappresenta appunto un orso ferito da un'asta. Caratteristico il giardino con pareti affrescate e una fontana decorata con un mosaico raffigurante la Venere in una conchiglia e sotto Nettuno con il tridente. |      |
| 46   | -    | Bottega                            | - |      |
| 47   | -    | Latrine pubbliche                  | - |      |
| 48   | -    | Casa di D. Caprasius Primus        | È stata esplorata nella seconda metà del XIX secolo e ha una pianta irregolare: resti di decorazioni pittoriche si osservano ancora in un ambiente anche se picchettati durante l'esplorazioni borboniche; nella stessa stanza è inoltre facile capire, tramite le decorazioni a stucco, che aveva un soffitto a volta. |      |
| 49   | -    | Bottega                            | - |      |
| 50   | -    | Bottega                            | - |      |
| 51   | -    | Casa di Suettii, Potitus e Elainus | Presenta un ingresso con capitelli quadrati in tufo e sulla facciata principale sono presenti iscrizioni elettorali: all'interno la casa è composta da atrio, tablino, triclinio, cucina coi resti del focolare e di un forno, giardino e viridario ed in alcuni di questi ambienti è possibile notare resti di stucchi e di affreschi, che, come quelli del corridoio d'ingresso, si rifanno al primo stile, con disegni geometrici colorati.                        |      |
| 52   | -    | Bottega                            | - |      |
| 53   | -    | Ingresso per piano superiore       | - |      |

## Insula 3
| Pos. | Foto | Nome                            | Descrizione | Note |
| ---- | ---- | ------------------------------- | --- | ---- |
| 1    |      | Caupona                         | - |      |
| 2    |      | Ingresso per piano superiore    | - |      |
| 3    |      | Casa con bottega                | - |      |
| 4    |      | Casa con bottega                | - |      |
| 5    |      | Bottega                         | - |      |
| 6    |      | Casa senza nome                 | - |      |
| 7    | -    | Bottega                         | - |      |
| 8    |      | Casa con bottega                | - |      |
| 9    |      | Popina                          | - |      |
| 10   |      | Bottega                         | - |      |
| 11   | -    | Casa di Ercole Fanciullo        | È stata scavata a più riprese tra il 1837 ed il 1867: appena superato l'ingresso, sono i resti di una scala che conduceva al piano superiore, l'atrio presenta scarni resti d'impluvio e nel giardino c'era un larario ad edicola; la casa era di proprietà di un egiziano, poiché al suo interno venne ritrovato un banco decorato con simboli della cultura egizia: tale reperto è oggi conservato al museo archeologico nazionale di Napoli. |      |
| 12   |      | Bottega                         | - |      |
| 13   |      | Casa del Doppio Larario         | È stata esplorata nel tra il 1837 ed il 1869 ed è così chiamata poiché nel giardino si trovano i resti di due larari sovrapposti tra loro: la casa aveva ingresso direttamente da una bottega e seguiva poi l'atrio, il tablino e il giardino, oltre a diversi cubicoli e alla cucina, nella quale c'era, accanto al focolare, dipinto un larario, andato perduto.                                                                              |      |
| 14   | -    | Bottega                         | - |      |
| 15   | -    | Ingresso secondario (VII.3.14.) | - |      |
| 16   | -    | Bottega                         | - |      |
| 17   | -    | Ingresso secondario (VII.3.11.) | - |      |
| 18   | -    | Bottega                         | - |      |
| 19   | -    | Bottega                         | - |      |
| 20   | -    | Bottega                         | - |      |
| 21   |      | Bottega                         | - |      |
| 22   |      | Bottega                         | - |      |
| 23   |      | Casa con bottega                | - |      |
| 24   | -    | Bottega                         | - |      |
| 25   | -    | Casa senza nome                 | - |      |
| 26   | -    | Identificazione incerta         | - |      |
| 27   | -    | Ingresso per piano superiore    | - |      |
| 28   | -    | Thermopolium                    | - |      |
| 29   | -    | Casa di M. Spuri Mesoris        | Presenta un atrio d'ingresso con puteale in marmo, mentre è andato perduto l'impluvium, di cui a stento si riconosce la forma ed intorno si aprono cubicoli ed il triclinio che contengono tracce di decorazione pittorica in rosso ed in giallo; in un cubicolo i pannelli decorativi sono rimasti quasi del tutto intatti, insieme a stucchi e alla pavimentazione.                                                                           |      |
| 30   | -    | Casa del Panettiere             | Chiamata anche Casa del Magistrato Anonimo è stata scavata nel 1863 e nel 1869 ed è così denominata poiché al suo interno è stato ritrovato un affresco a cui sono state date due diverse interpretazioni: la prima è che si tratti di una panetteria, mentre la seconda di un magistrato che distribuisce pane al popolo; la casa è formata da atrio, cucina con latrina, oecus e triclinio, oltre a diversi cubicoli.                         |      |
| 31   | -    | Bottega                         | - |      |
| 32   | -    | Ingresso per piano superiore    | - |      |
| 33   | -    | Ingresso secondario (VII.3.34.) | - |      |
| 34   | -    | Bottega                         | - |      |
| 35   | -    | Ingresso per piano superiore    | - |      |
| 36   | -    | Ingresso per piano superiore    | - |      |
| 37   | -    | Bottega                         | - |      |
| 38   | -    | Casa senza nome                 | - |      |
| 39   | -    | Ingresso secondario (VII.3.1.)  | - |      |
| 40   | -    | Ingresso secondario (VII.3.1.)  | - |      |

## Insula 4
| Pos. | Foto | Nome                              | Descrizione | Note |
| ---- | ---- | --------------------------------- | --- | ---- |
| 1    |      | Tempio della Fortuna Augusta      | Costruito alla fine del I secolo a.C., era dedicato all'imperatore Augusto: la sua edificazione è stata voluta da Marco Tullio su un terreno di sua proprietà; le dimensioni del tempio erano alquanto ridotte e presentava nella cella cinque nicchie dove erano conservate le statue della Fortuna, della famiglia imperiale e probabilmente dello stesso Marco Tullio.                                                        |      |
| 2    |      | Area privata di Marcus Tullius    | - |      |
| 3    |      | Bottega                           | - |      |
| 4    |      | Thermopolium                      | - |      |
| 5    |      | Ingresso per piano superiore      | - |      |
| 6    |      | Bottega                           | - |      |
| 7    |      | Bottega                           | - |      |
| 8    | -    | Identificazione incerta           | - |      |
| 9    |      | Bottega                           | - |      |
| 10   |      | Casa di Bacco                     | Ospita la direzione degli scavi, venne esplorata nel 1824 e 1826 ed in seguito danneggiata dal bombardamento della seconda guerra mondiale nel 1943: è così chiamata per il ritrovamento di un affresco raffigurante Bacco a grandezza naturale con ai piedi una pantera; della casa rimane solo l'impluvium restaurato, mentre altri affreschi ed un pavimento in marmo sono stati ritrovati nella zona dell'esedra.            |      |
| 11   |      | Bottega                           | - |      |
| 12   | -    | Ingresso per piano superiore      | - |      |
| 13   |      | Bottega                           | - |      |
| 14   |      | Bottega di Aurelius               | - |      |
| 15   | -    | Ingresso secondario (VII.4.16.)   | - |      |
| 16   |      | Caupona della Società dei Saccari | - |      |
| 17   |      | Bottega                           | - |      |
| 18   | -    | Bottega                           | - |      |
| 19   | -    | Bottega                           | - |      |
| 20   | -    | Bottega                           | - |      |
| 21   | -    | Bottega                           | - |      |
| 22   | -    | Casa con bottega                  | - |      |
| 23   | -    | Bottega                           | - |      |
| 24   | -    | Bottega                           | - |      |
| 25   | -    | Bottega                           | - |      |
| 26   | -    | Bottega                           | - |      |
| 27   | -    | Bottega                           | - |      |
| 28   | -    | Bottega                           | - |      |
| 29   | -    | Bottega                           | - |      |
| 30   | -    | Bottega                           | - |      |
| 31   | -    | Casa dei Capitelli Colorati       | Risale al II secolo a.C., con numerosi rifacimenti nei secoli successivi ed è così chiamata per la presenza di due capitelli figurati nel vestibolo d'ingresso. Presenta numerose decorazioni in primo stile ed è caratterizzata da un atrio tuscanico con sedici colonne in tufo e due peristili. |      |
| 32   | -    | Bottega                           | - |      |
| 33   | -    | Ingresso secondario (VII.4.31.)   | - |      |
| 34   | -    | Bottega                           | - |      |
| 35   | -    | Bottega                           | - |      |
| 36   | -    | Bottega                           | - |      |
| 37   | -    | Bottega                           | - |      |
| 38   | -    | Bottega                           | - |      |
| 39   | -    | Bottega                           | - |      |
| 40   | -    | Casa senza nome                   | - |      |
| 41   | -    | Ingresso per piano superiore      | - |      |
| 42   | -    | Cella meretricia                  | - |      |
| 43   | -    | Ingresso secondario (VII.4.48.)   | - |      |
| 44   | -    | Ingresso per piano superiore      | - |      |
| 45   | -    | Bottega                           | - |      |
| 46   |      | Bottega                           | - |      |
| 47   |      | Bottega                           | - |      |
| 48   |      | Casa della Caccia Antica          | Conserva l'impianto originario, ossia formata da ingresso, atrio e tablino, quest'ultimo finemente decorato con zoccolatura che imita marmi, mentre nella predella sono disegnati paesaggi nilotici. Il giardino ha sulla parete di fondo un affresco, poco conservato, che descrive una caccia alle fiere. Di notevole interesse anche una stanza nei pressi dell'atrio.                                                        |      |
| 49   |      | Bottega                           | - |      |
| 50   |      | Bottega                           | - |      |
| 51   |      | Ingresso secondario (VII.4.31.)   | - |      |
| 52   |      | Bottega                           | - |      |
| 53   |      | Bottega                           | - |      |
| 54   |      | Ingresso per piano superiore      | - |      |
| 55   |      | Bottega                           | - |      |
| 56   |      | Casa del Granduca di Toscana      | Ha sulla facciata esterna uno stemma in terracotta raffigurante un'aquila, mentre all'interno si apre un atrio con impluvio, contornato da cubicoli, di cui uno affrescato con un larario e una zoccolatura in rosso; segue quindi un tablino, nel quale è stato ritrovato l'affresco del supplizio di Dirce ed il giardino, con una fontana a nicchia completamente rivestita a mosaico e decorata con conchiglie.              |      |
| 57   |      | Casa dei Capitelli Figurati       | È così denominata poiché sulle colonne poste all'ingresso erano dei capitelli sui quali sono scolpite diverse figure come un uomo e una donna o un satiro ubriaco e una menade: l'atrio conserva l'impluvio ed il puteale, mentre nel giardino si sono conservate le colonne del peristilio; resti sia di intonaco che di pavimentazioni si riscontrano in alcuni ambienti.                                                      |      |
| 58   | -    | Bottega                           | - |      |
| 59   |      | Casa della Parete Nera            | Chiamata anche Casa dei Bronzi prende il nome dal triclinio che aveva le pareti dipinte in nero, in quarto stile, andato in parte distrutto a seguito del bombardamento del 1943 e parzialmente restaurato: la casa si presenta con atrio, con diverse stanze intorno, anch'esse danneggiata durante la seconda guerra mondiale e un giardino con peristilio; sono stati inoltre rinvenuti resti di capitelli in tufo di Nocera. |      |
| 60   | -    | Bottega di Saturninus             | - |      |
| 61   | -    | Ingresso secondario (VII.4.60.)   | - |      |
| 62   | -    | Casa delle Forme di Terracotta    | Chiamata anche Casa di Tullius Faustus è stata esplorata nel 1832 e nel 1837: presenta il classico impianto delle case romane e nei suoi ambienti rimangono tracce di decorazioni in terzo stile, sia pitture che stucchi; nei pressi dell'ingresso fu ritrovato un anello in bronzo. |      |
| 63   | -    | Bottega                           | - |      |

## Insula 5
| Pos. | Foto | Nome                           | Descrizione | Note |
| ---- | ---- | ------------------------------ | ----------- | ---- |
| 1    |      | Ingresso per piano superiore   | -           |      |
| 2    | -    | Terme del Foro                 | -           |      |
| 3    | -    | Bottega                        | -           |      |
| 4    | -    | Bottega                        | -           |      |
| 5    | -    | Bottega                        | -           |      |
| 6    | -    | Bottega                        | -           |      |
| 7    | -    | Terme del Foro                 | -           |      |
| 8    | -    | Terme del Foro                 | -           |      |
| 9    | -    | Cella                          | -           |      |
| 10   | -    | Terme del Foro                 | -           |      |
| 11   | -    | Bottega                        | -           |      |
| 12   | -    | Terme del Foro                 | -           |      |
| 13   | -    | Bottega                        | -           |      |
| 14   | -    | Thermopolium                   | -           |      |
| 15   | -    | Bottega del Venditore di Latte | -           |      |
| 16   | -    | Bottega                        | -           |      |
| 17   | -    | Caupona                        | -           |      |
| 18   | -    | Bottega                        | -           |      |
| 19   | -    | Bottega                        | -           |      |
| 20   | -    | Bottega                        | -           |      |
| 21   |      | Bottega                        | -           |      |
| 22   |      | Bottega                        | -           |      |
| 23   |      | Bottega                        | -           |      |
| 24   |      | Terme del Foro                 | -           |      |
| 25   |      | Bottega                        | -           |      |
| 26   |      | Bottega                        | -           |      |
| 27   |      | Bottega                        | -           |      |
| 28   |      | Bottega                        | -           |      |
| 29   |      | Bottega di Acastus             | -           |      |

## Insula 6
| Pos. | Foto | Nome                                  | Descrizione | Note |
| ---- | ---- | ------------------------------------- | --- | ---- |
| 1    | -    | Ingresso per piano superiore          | - |      |
| 2    | -    | Thermopolium                          | - |      |
| 3    | -    | Casa di Diana III                     | Chiamata anche Casa di M. Spurius Saturninus e D. Volcius Modestus è stata scavata nel 1760 e dopo essere stata depredata è stata seppellita: esplorata nuovamente tra il 1841 e il 1910, fu devastata dai bombardamenti del 1943, riducendola ad un cumulo di macerie; tra il 2007 e il 2010 lavori di restauro ne hanno protetto parte della cucina, che presenta resti di un larario affrescato: tra i principali reperti una statua di Diana. |      |
| 4    | -    | Bottega                               | - |      |
| 5    | -    | Ingresso per piano superiore          | - |      |
| 6    | -    | Bottega                               | - |      |
| 7    | -    | Casa senza nome                       | - |      |
| 8    | -    | Bottega                               | - |      |
| 9    | -    | Ingresso per piano superiore          | - |      |
| 10   | -    | Bottega                               | - |      |
| 11   | -    | Casa senza nome                       | - |      |
| 12   | -    | Bottega                               | - |      |
| 13   | -    | Ingresso per piano superiore          | - |      |
| 14   | -    | Bottega                               | - |      |
| 15   | -    | Bar                                   | - |      |
| 16   | -    | Bottega                               | - |      |
| 17   | -    | Serbatoio delle Terme del Foro        | - |      |
| 18   | -    | Serbatoio delle Terme del Foro        | - |      |
| 19   | -    | Bottega di un Negotiator Pigmentarius | - |      |
| 20   | -    | Caupona di M.C.N.                     | - |      |
| 21   | -    | Bottega                               | - |      |
| 22   | -    | Caupona                               | - |      |
| 23   | -    | Thermopolium                          | - |      |
| 24   | -    | Ingresso secondario (VII.6.23.)       | - |      |
| 25   | -    | Ingresso secondario (VII.6.23.)       | - |      |
| 26   | -    | Thermopolium                          | - |      |
| 27   | -    | Bottega                               | - |      |
| 28   | -    | Casa del Peristilio                   | Chiamata anche Casa di Secundus Tyrannus Fortunatus è stata pesantemente bombardata durante la seconda guerra mondiale, portando alla distruzione alcuni ambienti che conservavano pitture in terzo stile; tuttavia le principali decorazioni sono state staccate in epoca borbonica e conservate al museo archeologico di Napoli: oltre ai vari affreschi, sono stati recuperati tazze e vasi in avorio, abbelliti con figure a rilievo.         |      |
| 29   | -    | Bottega                               | - |      |
| 30   | -    | Casa di Petutius Quintio              | Così chiamata per il ritrovamento di tale nome su un'anfora posta all'ingresso, è stata esplorata alla fine del XVIII secolo e nei primi sondaggi borbonici è stata spogliata di tutte le principali decorazioni: restano tuttavia tracce di colonne stuccate e pareti affrescate in rosso ed in giallo. |      |
| 31   | -    | Bottega                               | - |      |
| 32   | -    | Ingresso per piano superiore          | - |      |
| 33   | -    | Bottega                               | - |      |
| 34   | -    | Bottega                               | - |      |
| 35   | -    | Lupanare                              | - |      |
| 36   | -    | Ingresso secondario (VII.6.35.)       | - |      |
| 37   | -    | Ingresso secondario (VII.6.30.)       | - |      |
| 38   | -    | Casa di Cipius Pamphilus Felix        | È composta da un atrio ed un piccolo giardino con i resti di quattro colonne: tra gli ambienti, in un oecus, si osservano resti di pittura a forme geometriche, mentre quelle meglio conservate sono custodite al museo archeologico di Napoli, come l'affresco del larario rinvenuto nella cucina. |      |

## Insula 7
| Pos. | Foto | Nome                            | Descrizione | Note |
| ---- | ---- | ------------------------------- | --- | ---- |
| 1    |      | Bottega                         | - |      |
| 2    |      | Ingresso secondario (VII.7.2.)  | - |      |
| 3    | -    | Bottega                         | - |      |
| 4    |      | Bottega                         | - |      |
| 5    |      | Casa di Trittolemo              | È stata esplorata tra il 1859 ed il 1871: ha un corridoio d'ingresso che affaccia sull'atrio con impluvio a cui seguono il tablino ed il peristilio, nel quale si trovava un altare in muratura, decorato con fiori gialli e rossi; nel corso degli scavi sono stati rinvenute sedici lampade in terracotta, mentre gli affreschi in secondo e quarto stile che si conservavano nel tablino, sono andati perduti a seguito del bombardamento del 1943. |      |
| 6    |      | Bottega                         | - |      |
| 7    |      | Bottega                         | - |      |
| 8    | -    | Ingresso per piano superiore    | - |      |
| 9    |      | Thermopolium                    | - |      |
| 10   |      | Casa di Romolo e Remo           | È così chiamata per il ritrovamento di un affresco, nell'oecus, raffigurante la nascita di Roma con Romolo e Remo insieme alla lupa: questo dipinti, insieme a molti altri, è andati perduti a seguito di un bombardamento durante la seconda guerra mondiale; resta parte della zoccolatura sulla quale poi erano disegnati pannelli, spesso con scene di animali: fu rinvenuto uno scheletro di un uomo con un anello d'oro al dito.                 |      |
| 11   |      | Bottega di Furius               | - |      |
| 12   | -    | Ingresso per piano superiore    | - |      |
| 13   | -    | Casa senza nome                 | - |      |
| 14   | -    | Ingresso secondario (VII.7.2.)  | - |      |
| 15   | -    | Ingresso secondario (VII.7.2.)  | - |      |
| 16   | -    | Casa del Veteranus Iulianus     | È stata esplorata nel 1871: la casa non aveva un atrio e si accedeva direttamente nel peristilio, dove era posta una voliera, di cui si notano ancora i resti basali di pietre disposte in circolo; mancano forme decorative |      |
| 17   | -    | Ingresso secondario (VII.7.23.) | - |      |
| 18   | -    | Caupona di Lucius Numinius      | - |      |
| 19   | -    | Casa senza nome                 | - |      |
| 20   | -    | Ingresso per piano superiore    | - |      |
| 21   | -    | Casa dell'Altare di Giove       | È un'abitazione di modeste dimensioni indagata per quattro volte dal 1817 al 1868 ed in seguito fortemente danneggiata dalle incursioni aeree della seconda guerra mondiale, che hanno portato alla distruzione di ambienti e di affreschi. |      |
| 22   | -    | Altare di Giove                 | - |      |
| 23   | -    | Casa di C. Julius Primigenius   | È stata scavata nel 1845 e nel 1859: restano tracce del peristilio con colonne, anche se queste in parte sono andate distrutte dei bombardamenti del 1943, così come i resti di un larario con un serpente alla base e disegni di piante nella nicchia. |      |
| 24   | -    | Bottega                         | - |      |
| 25   | -    | Bottega                         | - |      |
| 26   | -    | Ingresso ovest al Foro          | - |      |
| 27   | -    | Bottega                         | - |      |
| 28   | -    | Latrine del Foro                | - |      |
| 29   |      | Granai del Foro                 | - |      |
| 30   | -    | Scuola                          | - |      |
| 31   | -    | Mensa Ponderaria                | - |      |
| 32   |      | Tempio di Apollo                | In origine il principale tempio di Pompei, venne poi surclassato da quello dedicato a Giove: su alcuni piedistalli si osservano copie delle statue di Venere, Ermafrodito e di Apollo arciere; sulla sinistra della cella si trova anche l'omphalos, mentre lungo le mura perimetrali, in alcune nicchie, erano affrescate scene della guerra di Troia.                                                                                                |      |

## Insula 8
| Pos. | Foto | Nome            | Descrizione | Note |
| ---- | ---- | --------------- | --- | ---- |
| -    |      | Foro            | Era la principale piazza della città: al suo interno avvenivano incontro di tipo politici, economici e religiosi ed intorno al suo perimetro si aprivano gli edifici più importanti di Pompei; costruito intorno al IV secolo a.C., è stato completamente rimodernato nel II secolo a.C. ed in epoca augustea. |      |
| -    |      | Tempio di Giove | Era la principale struttura sacra della città: risalente al 250 a.C., era inizialmente dedicato a Giove e a seguito della conquista di Silla adibito al culto della Triade Capitolina. |      |

## Insula 9
| Pos. | Foto | Nome                             | Descrizione | Note |
| ---- | ---- | -------------------------------- | --- | ---- |
| 1    |      | Edificio di Eumachia             | La sua funzione è ancora incerta: sicuramente costruito dalla sacerdotessa di Venere, Eumachia, per avviare il figlio alla carriera politica, doveva essere o il mercato della lana o la sede della corporazione dei fullones; tra i principali reperti, una grossa statua raffigurante la sardotessa.                                                             |      |
| 2    |      | Tempio di Vespasiano             | Chiamato anche Aedes Genii Augusti, era dedicato al genio dei imperatori romani: costruito in epoca augustea, nella cella è stata ritrovata una statua in bronzo dell'imperatore, mentre al centro della corte è posto un altare sul quale è scolpito una scena di un sacrificio.                                                                                  |      |
| 3    |      | Santuario dei Lari Pubblici      | Costruito a seguito del terremoto di Pompei del 62, per espiare l'ira divina, era dedicato ai Lari e al momento dell'eruzione non era stato ancora completato. |      |
| 4    |      | Altare degli Dei                 | - |      |
| 5    |      | Bottega                          | - |      |
| 6    |      | Bottega                          | - |      |
| 7    |      | Macellum                         | Era il mercato della città ed al suo interno venivano venduti sia carne che pesce, oltre ad essere organizzati banchetti in onore dell'imperatore: all'interno la struttura si presenta con un grosso cortile e pareti affrescate in quarto stile: sul lato est sono presenti tre vani di cui, quello centrale, utilizzato come sacello per la famiglia imperiale. |      |
| 8    |      | Ingresso secondario (VII.9.7.)   | - |      |
| 9    |      | Bottega                          | - |      |
| 10   |      | Bottega                          | - |      |
| 11   |      | Bottega                          | - |      |
| 12   |      | Bottega                          | - |      |
| 13   | -    | Ingresso per piano superiore     | - |      |
| 14   | -    | Bottega                          | - |      |
| 15   | -    | Bottega                          | - |      |
| 16   | -    | Bottega                          | - |      |
| 17   | -    | Bottega                          | - |      |
| 18   | -    | Bottega                          | - |      |
| 19   | -    | Ingresso secondario (VII.9.7.)   | - |      |
| 20   | -    | Bottega                          | - |      |
| 21   | -    | Bottega                          | - |      |
| 22   | -    | Thermopolium                     | - |      |
| 23   | -    | Bottega                          | - |      |
| 24   | -    | Bottega                          | - |      |
| 25   | -    | Bottega                          | - |      |
| 26   | -    | Bottega                          | - |      |
| 27   | -    | Bottega                          | - |      |
| 28   | -    | Bottega                          | - |      |
| 29   | -    | Bottega                          | - |      |
| 30   | -    | Thermopolium di Donatus e Verpus | - |      |
| 31   | -    | Cucina                           | - |      |
| 32   | -    | Ingresso per piano superiore     | - |      |
| 33   | -    | Casa del Re di Prussia           | Era probabilmente una caupona ed è composta da un atrio, una cucina, un dormitorio e da un piano superiore: nell'atrio è possibile notare l'affresco riproducente un paesaggio ed un larario ed alla base era una fontana decorata a mosaici, danneggiata; nella casa fu anche ritrovato un affresco di tipo erotico conservato al museo archeologico napoletano.  |      |
| 34   | -    | Bottega                          | - |      |
| 35   | -    | Ingresso per piano superiore     | - |      |
| 36   | -    | Bottega                          | - |      |
| 37   | -    | Ingresso secondario (VII.9.36.)  | - |      |
| 38   | -    | Casa senza nome                  | - |      |
| 39   | -    | Ingresso secondario (VII.9.38.)  | - |      |
| 40   | -    | Casa senza nome                  | - |      |
| 41   | -    | Bottega                          | - |      |
| 42   | -    | Ingresso secondario (VII.9.7.)   | - |      |
| 43   | -    | Ingresso secondario (VII.9.3.)   | - |      |
| 44   | -    | Bottega                          | - |      |
| 45   | -    | Ingresso per piano superiore     | - |      |
| 46   | -    | Bottega                          | - |      |
| 47   | -    | Casa di Marte e Venere           | Chiamata anche Casa delle Nozze di Ercole ed Ebe risale al II secolo a.C. e presenta un atrio tuscanico ed un peristilio: parte della costruzione inoltre doveva essere in legno come dimostrato da una serie di buchi lasciati dai pali intorno all'impluvium. |      |
| 48   | -    | Bottega                          | - |      |
| 49   | -    | Bottega                          | - |      |
| 50   | -    | Bottega                          | - |      |
| 51   | -    | Stalla                           | - |      |
| 52   | -    | Ingresso per piano superiore     | - |      |
| 53   | -    | Ingresso secondario (VII.9.54.)  | - |      |
| 54   | -    | Bottega                          | - |      |
| 55   | -    | Ingresso secondario (VII.9.54.)  | - |      |
| 56   | -    | Ingresso secondario (VII.9.54.)  | - |      |
| 57   | -    | Thermopolium                     | - |      |
| 58   | -    | Bottega                          | - |      |
| 59   | -    | Bottega                          | - |      |
| 60   | -    | Ingresso secondario (VII.9.63.)  | - |      |
| 61   | -    | Bottega                          | - |      |
| 62   | -    | Bottega                          | - |      |
| 63   | -    | Casa della Pescatrice            | - |      |
| 64   | -    | Ingresso per piano superiore     | - |      |
| 65   | -    | Ingresso secondario (VII.9.47.)  | - |      |
| 66   | -    | Ingresso secondario (VII.9.43.)  | - |      |
| 67   |      | Ingresso secondario (VII.9.1.)   | - |      |
| 68   |      | Bottega                          | - |      |

## Insula 10
| Pos. | Foto | Nome                             | Descrizione | Note |
| ---- | ---- | -------------------------------- | --- | ---- |
| 1    | -    | Ingresso per piano superiore     | - |      |
| 2    | -    | Bottega                          | - |      |
| 3    | -    | Casa della Caccia Nuova          | È stata scavata nel 1821 e nel 1863: l'atrio presenta resti di pavimentazione a mosaico con disegno centrale nel tablino; attorno alla stanza d'ingresso, dove fu anche rinvenuto un affresco con protagonisti Arianna e Teseo, si aprono dei cubicoli, con parti di intonaco al muro e pavimento: il giardino, con peristilio sostenuto da colonne scanalate e una piccola fontana centrale, doveva essere abbellito con un grosso affresco di animali. |      |
| 4    | -    | Bottega                          | - |      |
| 5    | -    | Casa senza nome                  | - |      |
| 6    | -    | Bottega                          | - |      |
| 7    | -    | Bottega                          | - |      |
| 8    | -    | Ingresso secondario (VII.10.5.)  | - |      |
| 9    | -    | Ingresso secondario (VII.10.12.) | - |      |
| 10   | -    | Bottega                          | - |      |
| 11   | -    | Ingresso per piano superiore     | - |      |
| 12   | -    | Casa con bottega                 | - |      |
| 13   | -    | Officina lanifricaria            | - |      |
| 14   | -    | Ingresso secondario (VII.10.3.)  | - |      |
| 15   | -    | Ingresso secondario (VII.10.1.)  | - |      |

## Insula 11
| Pos. | Foto | Nome                             | Descrizione | Note |
| ---- | ---- | -------------------------------- | ----------- | ---- |
| 1    | -    | Mercato                          | -           |      |
| 2    | -    | Casa senza nome                  | -           |      |
| 3    | -    | Bottega                          | -           |      |
| 4    | -    | Ingresso per piano superiore     | -           |      |
| 5    | -    | Officina lanifricaria            | -           |      |
| 6    | -    | Hospitium                        | -           |      |
| 7    | -    | Hospitium                        | -           |      |
| 8    | -    | Ingresso per piano superiore     | -           |      |
| 9    | -    | Stalla                           | -           |      |
| 10   | -    | Casa senza nome                  | -           |      |
| 11   | -    | Hospitium Christianorum          | -           |      |
| 12   | -    | Cella meretricia                 | -           |      |
| 13   | -    | Caupona                          | -           |      |
| 14   | -    | Ingresso secondario (VII.11.11.) | -           |      |
| 15   | -    | Bottega                          | -           |      |
| 16   | -    | Bottega                          | -           |      |
| 17   | -    | Bottega                          | -           |      |

## Insula 12
| Pos. | Foto | Nome                                       | Descrizione | Note |
| ---- | ---- | ------------------------------------------ | --- | ---- |
| 1    | -    | Casa senza nome                            | - |      |
| 2    | -    | Panificio                                  | - |      |
| 3    | -    | Casa di L. Caecilius Capella               | Chiamata anche Casa del Principe Enrico d'Olanda fu scavata nel 1845 e nel 1863 e presentava sulla facciata diverse iscrizioni elettorali: all'interno si compone di corridoio d'ingresso, atrio e giardino con peristilio che recava al centro una piccola piscina con fontana, dove fu ritrovata una statua di un ragazzo mezzo nudo che afferrava tra le mani la testa e la coda di un delfino.                                                                       |      |
| 4    | -    | Bottega                                    | - |      |
| 5    | -    | Bottega                                    | - |      |
| 6    | -    | Bottega                                    | - |      |
| 7    | -    | Panificio                                  | - |      |
| 8    | -    | Bottega                                    | - |      |
| 9    | -    | Bottega                                    | - |      |
| 10   | -    | Bottega di Festus                          | - |      |
| 11   | -    | Casa del Forno                             | - |      |
| 12   | -    | Bottega                                    | - |      |
| 13   | -    | Panificio di Sabinus                       | - |      |
| 14   | -    | Scuola di L. Cornelii Amandus and Proculus | - |      |
| 15   | -    | Thermopolium                               | - |      |
| 16   | -    | Hospitium                                  | - |      |
| 17   | -    | Ingresso secondario (VII.12.21.)           | - |      |
| 18   | -    | Lupanare                                   | - |      |
| 19   | -    | Ingresso secondario (VII.12.18.)           | - |      |
| 20   | -    | Ingresso secondario (VII.12.18.)           | - |      |
| 21   | -    | Casa di Narcisso                           | Chiamata anche Casa della Statua di Narciso è così chiamata per il ritrovamento di una statua di bronzo, in una stanza nei pressi dell'ingresso, che raffigura Narciso o Dioniso: l'atrio presenta un impluvio in marmo e, così come i cubicoli che si aprono intorno, resti delle decorazioni parietali; segue quindi il triclinio e la cucina con i resti del focolare: al suo interno furono anche ritrovati diversi utensili da cucina in bronzo come delle brocche. |      |
| 22   | -    | Ingresso per piano superiore               | - |      |
| 23   | -    | Casa del Camillo                           | Doveva essere utilizzata come officina per la produzione di lana: dall'atrio, tramite alcuni gradini è possibile raggiungere il triclinio ed il giardino, dove in origine, in quattro nicchie, erano affrescate quattro statue in blu; in diversi ambienti si conservano le decorazioni parietali sia nella parte dell'intonaco che dello stucco. |      |
| 24   | -    | Bottega                                    | - |      |
| 25   | -    | Ingresso secondario (VII.12.26.)           | - |      |
| 26   | -    | Casa di Cornelius Diadumenus               | Viene così denominata per un sigillo ritrovato, riportante questo nome: nella casa si conservano ancora diverse decorazioni pittoriche, sia nel triclinio, che nelle camere che si affacciano sul giardino; gli affreschi meglio conservati sono stati staccati per essere conservati al museo archeologico di Napoli, come quello di Artemide e della ninfa Callisto, ritrovato nel triclinio e Afrodite, ritrovato in una stanza nei pressi dell'atrio.                |      |
| 27   | -    | Bottega                                    | - |      |
| 28   | -    | Casa del Balcone Pensile                   | Ha la particolarità di aver conservato parte del piano superiore, che sporge sulla strada rispetto all'ingresso sottostante: all'interno, un giardino centrale con peristilio sostenute da tre colonne e un pilastro, dove sorgeva anche una fontana decorata con una statua di bambino che recava in mano una conchiglia e poggiava su di un piedistallo, abbellito con una testa di Giove in bronzo.                                                                   |      |
| 29   | -    | Latrine pubbliche                          | - |      |
| 30   | -    | Casa senza nome                            | - |      |
| 31   | -    | Ingresso per piano superiore               | - |      |
| 32   | -    | Bottega                                    | - |      |
| 33   | -    | Cella meretricia                           | - |      |
| 34   | -    | Popina                                     | - |      |
| 35   | -    | Locanda                                    | - |      |
| 36   | -    | Ingresso secondario (VII.12.35.)           | - |      |
| 37   | -    | Ingresso secondario (VII.12.1.)            | - |      |

## Insula 13
| Pos. | Foto | Nome                            | Descrizione | Note |
| ---- | ---- | ------------------------------- | --- | ---- |
| 1    |      | Bottega                         | - |      |
| 2    |      | Bottega                         | - |      |
| 3    | -    | Bottega                         | - |      |
| 4    |      | Casa di Gianimede               | Chiamata anche Casa delle Quattro Stagioni è stata scavata nel 1839 e nel 1863: nell'atrio si conservano resti dell'impluvio ed intorno cubicoli ed oecus con resti di intonaco in giallo e in rosso; nel giardino restano superstiti alcune pezzi di colonna del peristilio e l'ingresso alla sala triclinare, che in origine possedeva mura stuccate in bianco, con raffigurazioni in rilievo. |      |
| 5    |      | Bottega                         | - |      |
| 6    |      | Bottega                         | - |      |
| 7    |      | Casa con bottega                | - |      |
| 8    |      | Casa di Lucio Cecilio Commune   | Chiamata anche Casa di M. Stronnius Favorinus si presenta con un lungo corridoio d'accesso dove era posta anche la scala che portava al piano superiore: l'atrio conserva l'impluvio circondato dai resti di quattro colonne e intorno si aprono gli ambienti della casa, tra cui la cucina, con panca in muratura e il triclinio, con resti della zoccolatura in rosso.                         |      |
| 9    |      | Bottega                         | - |      |
| 10   |      | Bottega                         | - |      |
| 11   | -    | Ingresso per piano superiore    | - |      |
| 12   | -    | Ingresso secondario (VII.13.9.) | - |      |
| 13   | -    | Bottega                         | - |      |
| 14   | -    | Ingresso secondario (VII.13.8.) | - |      |
| 15   | -    | Cella meretricia                | - |      |
| 16   | -    | Cella meretricia                | - |      |
| 17   | -    | Ingresso secondario (VII.13.4.) | - |      |
| 18   | -    | Ingresso secondario (VII.13.4.) | - |      |
| 19   | -    | Cella meretricia                | - |      |
| 20   | -    | Thermopolium                    | - |      |
| 21   | -    | Bar                             | - |      |
| 22   | -    | Bottega                         | - |      |
| 23   | -    | Bottega                         | - |      |
| 24   | -    | Thermopolium                    | - |      |
| 25   | -    | Ingresso secondario (VII.13.1.) | - |      |

## Insula 14
| Pos. | Foto | Nome                             | Descrizione | Note |
| ---- | ---- | -------------------------------- | --- | ---- |
| 1    |      | Bottega                          | - |      |
| 2    |      | Bottega                          | - |      |
| 3    |      | Bottega                          | - |      |
| 4    |      | Ingresso per piano superiore     | - |      |
| 5    |      | Casa del Cambio                  | Chiamata anche Casa del Banchiere o Casa della Regina d'Inghilterra è stata scavata tra il 1838 ed il 1863: nell'atrio si apre un caratteristico larario a nicchia, sostenuto da una colonna e due semicolonne poggianti al muro; sono presenti resti della pavimentazione a mosaico o a pezzi di marmo e delle decorazioni parietali: nella cucina è un forno e bollitore, mentre in un altro ambiente vasche utilizzate per la colorazione dei tessuti. |      |
| 6    |      | Bottega                          | - |      |
| 7    |      | Ingresso per piano superiore     | - |      |
| 8    |      | Bottega                          | - |      |
| 9    |      | Casa di Valerio Popidio          | Chiamata anche Casa delle Colombe è stata esplorata nel 1838: superato il corridoio d'ingresso si accede all'atrio con impluvium in marmo e contornato da cubicoli ed un oecus; segue quindi il tablino ed il giardino con un portico sul lato sud, sostenuto da cinque pilastri, mentre la cucina era dotata anche di forno: all'interno della casa fu ritrovato uno scheletro.                                                                          |      |
| 10   |      | Bottega                          | - |      |
| 11   |      | Bottega                          | - |      |
| 12   |      | Bottega                          | - |      |
| 13   |      | Bottega                          | - |      |
| 14   |      | Bottega                          | - |      |
| 15   | -    | Casa di L. Caecilius Communis    | Chiamata anche Casa di M. Stronnius Favorinus è stata scavata nel 1840 e nel 1862: la casa è composta da un atrio d'ingresso, cubicoli, una cucina, mentre mancava il giardino, che fu ricreato direttamente nel tablino tramite una pittura; scarsi resti di decorazione a mosaico si notano lungo una parete di un ripostiglio. |      |
| 16   | -    | Ingresso per piano superiore     | - |      |
| 17   | -    | Ingresso secondario (VII.14.17.) | - |      |
| 18   | -    | Ingresso secondario (VII.14.17.) | - |      |
| 19   | -    | Ingresso secondario (VII.14.17.) | - |      |
| 20   | -    | Ingresso secondario (VII.14.1.)  | - |      |

## Insula 15
| Pos. | Foto | Nome                             | Descrizione | Note |
| ---- | ---- | -------------------------------- | --- | ---- |
| 1    | -    | Casa senza nome                  | - |      |
| 2    | -    | Casa del Marinaio                | Chiamata anche Casa di Niobe o Casa del Gallo conserva resti di mosaico pavimentale nel corridoio d'ingresso, nell'atrio, in una camera da letto, con disegni geometrici, e nel tablino: il giardino è stato devastato da alcune bombe sganciate durante la seconda guerra mondiale, mentre altra particolarità era la presenza di un piccolo quartiere termale con calidarium e tepidarium, oltre ad uno spogliatoio.     |      |
| 3    | -    | Casa senza nome                  | - |      |
| 4    | -    | Caupona                          | - |      |
| 5    | -    | Thermopolium                     | - |      |
| 6    | -    | Bottega                          | - |      |
| 7    | -    | Identificazione incerta          | - |      |
| 8    | -    | Casa senza nome                  | - |      |
| 9    | -    | Casa senza nome                  | - |      |
| 10   | -    | Popina                           | - |      |
| 11   | -    | Ingresso secondario (VII.15.12.) | - |      |
| 12   | -    | Casa senza nome                  | - |      |
| 13   | -    | Casa di A. Octavius Primus       | È stata esplorata nel 1859 e nel 1872 e danneggiata da una bomba durante la seconda guerra mondiale: nell'atrio, oltre all'impluvio, si conservano le quattro colonne che sorreggevano il compluvium, un puteale e un tavolo in marmo con i piedi decorati; nel triclinio resti di pittura, mentre nella cucina si conserva parte di un larario, con un serpente che si arrampica su di una colonna, realizzato in stucco. |      |
| 14   | -    | Casa di C. Julius Nicephorus     | È stata scavata nel 1859 e nel 1872 ed è di modeste dimensioni: è semplicemente composta da un atrio, una cucina, diversi piccoli ambienti ed un oecus che si affaccia sul giardino con resti del peristilio. |      |
| 15   | -    | Bottega                          | - |      |
| 16   | -    | Granaio                          | - |      |

## Insula 16
| Pos. | Foto | Nome                              | Descrizione | Note |
| ---- | ---- | --------------------------------- | --- | ---- |
| 1    |      | Casa senza nome                   | - |      |
| 2    |      | Bottega                           | - |      |
| 3    | -    | Casa di Aemilius Crescens         | Ha una pianta irregolare e dopo essere stata esplorata nel 1842 e nel 1872 fu gravemente danneggiata da un bombardamento nel 1943 che ne distrusse la maggior parte delle decorazioni: in seguito è stata restaurata nel 1950; nei pressi della porta d'ingresso erano dipinte due iscrizioni elettorali, staccate e conservate al museo archeologico di Napoli.                                                         |      |
| 4    |      | Bottega                           | - |      |
| 5    |      | Ingresso per piano superiore      | - |      |
| 6    |      | Bottega                           | - |      |
| 7    |      | Thermopolium di Flavus Nicephorus | - |      |
| 8    | -    | Ingresso per piano superiore      | - |      |
| 9    | -    | Panificio                         | - |      |
| 10   | -    | Casa del Principe di Montenegro   | È stata scavata nel 1851 ma fu fortemente danneggiata dai bombardamenti del 1943: andarono infatti distrutti l'atrio e diversi ambienti che presentavano decorazioni in terzo e quarto stile. |      |
| 11   | -    | Bottega                           | - |      |
| 12   | -    | Ingresso secondario (VII.16.13.)  | - |      |
| 13   | -    | Casa di Umbricius Scaurus II      | È stata scavata dal 1851 al 1858, ma pesantemente bombardata nel 1943, riducendola a un cumulo di macerie: dall'impianto regolare, presenta un atrio con impluvium, un tablino e un peristilio con al centro una piscina circondata da colonne, oltre a diciannove stanze; tra le principali decorazioni superstiti, resti di zoccolatura alle pareti in giallo e mosaici pavimentali, in alcuni casi disposti a disegno |      |
| 14   | -    | Ingresso secondario (VII.16.13.)  | - |      |
| 15   | -    | Casa di Umbricius Scaurus I       | È stata pesantemente bombardata durante la seconda guerra mondiale, provocandone la quasi totale distruzione e riducendola ad un cumulo di macerie: lavori di restauro si sono avuti solo nel 2010 e 2011; tuttavia in alcune zone è ancora possibile osservare resti della pavimentazione a mosaico e la zoccolatura in giallo di diversi ambienti.                                                                     |      |
| 16   | -    | Ingresso secondario (VII.16.13.)  | - |      |
| 17   | -    | Casa di Maius Castricius          | Fa parte del complesso della casa di Fabio Rufo ed è così chiamata per il ritrovamento di un'iscrizione osca che riportava tale nome: la casa doveva essere composta da un peristilio con colonne, lungo il quale si aprivano gli ambienti ed un giardino, sulle cui pareti, sono raffigurati animali, pigmei e gladiatori.                                                                                              |      |
| 18   | -    | Ingresso secondario (VII.16.22.)  | - |      |
| 19   | -    | Bottega                           | - |      |
| 20   | -    | Ingresso secondario (VII.16.22.)  | - |      |
| 21   | -    | Ingresso secondario (VII.16.22.)  | - |      |
| 22   | -    | Casa di Fabio Rufo                | È il risultato dell'accorpamento di più edifici ed addossata alla mura di cinta della città, in posizione panoramica, con vista sul golfo di Napoli: di grosse dimensioni, presenta all'interno decorazioni in quarto stile; nei pressi dell'atrio la struttura era dotata anche di un piccolo quartiere termale. |      |

## Fuori le mura
| Pos. | Foto | Nome            | Descrizione | Note |
| ---- | ---- | --------------- | --- | ---- |
| 1    |      | Terme Suburbane | Sono state edificate nel I secolo ed hanno subito diversi ampliamenti nel corso degli anni: erano il complesso termale più moderno della città; al suo interno si conservano decorazioni pavimentali a mosaico e affreschi alle pareti, in particolar modo una serie di quadretti a sfondo erotico, dipinti nell'apodyterium |      |